# Les Quatre Sergents du Fort Carré
Pour plus de détails, voir Fiche technique et Distribution.
Les Quatre Sergents du Fort Carré est un film français réalisé par André Hugon, sorti en 1952. 

## Synopsis
Quatre sergents investis dans une formation de moniteur de sport militaire au Fort Carré d'Antibes vivent une aventure d'enlèvement qui se terminera positivement. Aimable bluette en forme de romance elle garde en toile de fond l'insertion de l'école dans le tissu social.

## Fiche technique
- Titre original : Les Quatre Sergents du Fort Carré
- Réalisation : André Hugon, assisté de Claude Cariven
- Scénario : Paul Fékété et André Hugon
- Photographie : Marcel Lucien
- Photographe de Plateau : Léo Mirkine
- Son : Constantin Evangelou
- Montage : Leonide Azar
- Musique : Henri Bourtayre
- Sociétés de production : Jeannic Films - Les Productions André Hugon
- Pays d'origine :  France
- Format : Noir et blanc
- Genre : aventure
- Durée : 96 minutes
- Date de sortie : France : 18 janvier 1952
- Affiche : Boris Grinsson (France)

## Distribution
- François Patrice : André Leroy
- Michel Jourdan : Pierre Thomelin
- Jean Carmet : Le Guen
- Jean Gaven : Finot
- Colette Ripert : Catherine
- Marcel Pérès : Léonard
- Lucien Gallas : le colonel
- Georges Galley : lieutenant Morland
- Hélène Tossy : Mme Pellegrin
- Emma Lyonel : la mère Léonard
- Jean Marchat
- John William